# 5202
5202 es el primer mixtape del rapero argentino Duki, lanzado el 7 de julio de 2025 bajo el sello discográfico Dale Play Records.

## Antecedentes
Previo al lanzamiento de su mixtape, Duki organizó una sesión de escucha exclusiva para cuatro fanáticos seleccionados. Los asistentes, que se encontraban en la primera fila del Festival Puro Latino de Sevilla (España) durante su gira musical Duki World Tour, fueron invitados al backstage para presenciar una preescucha del álbum junto al artista. Días después del anuncio del lanzamiento, se habilitó el pre-guardado del álbum en Spotify, revelando la fecha de lanzamiento para el 7 de julio del mismo año.

## Recepción

### Comentarios de la crítica
Facundo Arroyo, de Billboard Argentina, opinó que el artista está encerrado en su propia fórmula. Arroyo argumentó que, aunque muestra habilidad para seguir el beat, «no renueva sus propios paradigmas: el derroche, las rivalidades sin nombres, el éxito desde la masividad» y, pese a haber trabajado con exponentes destacados del rap, «aún así falta la llama de la creatividad».

## Lista de canciones
| 5202 — Edición estándar |                                 |                                                                                       |                                       |          |  |
| N.º                     | Título                          | Escritor(es)                                                                          | Productor(es)                         | Duración |  |
| 1.                      | «[FREE] 5202 Type Beat»         | Federico Yesan Rojas Ivan Woscoboinik Mauro Ezequiel Lombardo                         | Ivo Wosco Yesan                       | 2:38     |  |
| 2.                      | «Golfista»                      | Anselmo Castro Lombardo                                                               | Ansel                                 | 2:36     |  |
| 3.                      | «Agarro la plata» (con Clúster) | Lucas Marotta Lombardo Pablo Enzo Recaite                                             | 1MillonU$D                            | 2:02     |  |
| 4.                      | «2Tonos»                        | Woscoboinik Lombardo                                                                  | ICEYEES Ivo Wosco                     | 2:13     |  |
| 5.                      | «Eclipse solar»                 | Alejandro Álvarez Murga Andreas Cristian Matura Lombardo                              | Nadddot Nake                          | 2:28     |  |
| 6.                      | «Toc Psycho x Cryptonita»       | Álvarez Murga Matura Yesan Rojas Woscoboinik Lombardo Rubén Portela Muñoz             | DamnHomieDamn Ivo Wosco Nadddot Yesan | 3:11     |  |
| 7.                      | «Yo-Yo»                         | Jason Kevin Pounds Jualian Martrel Mason Lombardo                                     | J.LBS LilJuMadeDaBeat                 | 2:46     |  |
| 8.                      | «En parte... No lo sé»          | Álvarez Murga Yesan Rojas Woscoboinik Lombardo Tomas Santos Juan Ulises Barón Miranda | Asan Ivo Wosco Nake Uli Yesan         | 3:18     |  |
| 9.                      | «Calabasas» (con Zell)          | Alan Ezequiel Gauto Álvarez Murga Lombardo                                            | Nake                                  | 3:26     |  |
| 10.                     | «Siempre al límite»             | Álvarez Murga Matura Lombardo                                                         | Nadddot Nake                          | 3:05     |  |
| 11.                     | «No me alcanza»                 | Joshua Howard Luellen Lombardo Wesley Tyler Glass                                     | Southside Wheezy                      | 3:25     |  |

Notas
- «Agarro la plata» está estilizado como «aGaRRo La PLaTa».
- «Eclipse solar» está estilizado como «eCLIPSE sOLAR».
- «Toc Psycho x Cryptonita» está estilizado como «Toc Psycho x CRYPTONITA».
- «Siempre al límite» está estilizado como «100pre@Límite».
- «No me alcanza» está estílizado en mayúsculas.

## Posicionamiento en listas

### Semanales
| País   | Lista                  | Mejor posición |
| ------ | ---------------------- | -------------- |
| España | Spanish Top 100 Albums | 15             |

## Historial de lanzamientos
| País  | Fecha              | Formato(s)                 | Discográfica                  | Ref.  |
| ----- | ------------------ | -------------------------- | ----------------------------- | ----- |
| Mundo | 7 de julio de 2025 | Descarga digital streaming | Dale Play Records SSJ Records | [ 6 ] |